# اوسانه
اَوسانه (صورت گویشی افسانه) نگارش مهر ۱۳۱۰ رساله‌ای مختصر حاوی اشعار و ترانه‌های فولکوریک و عامیانه گردآوردهٔ صادق هدایت است. اوسانه و تکلمهٔ آن که با عنوان ترانه‌های عامیانه در شماره‌های شش و هفت از دورهٔ اول مجله موسیقی ۱۳۱۸ به چاپ رسید و جزء اولین کارهایی بود که توجه پژوهشگران را به فرهنگ عامه و لزوم گردآوری و بررسی آنها جلب کرد. بار نخست در ۱۳۱۰ در مجموعهٔ آریان کوده به چاپ رسید و در ۱۳۱۹ به صورت کتابی مستقل درآمد. شامل یک دیباچه و پنج فصل است: ترانهٔ بچه‌ها، ترانهٔ دایه‌ها و مادران، بازی‌ها رمزها ترانه‌های عامیانه.